# Tasa (matemáticas)
La tasa es un coeficiente que expresa la relación entre la cantidad y la frecuencia de un fenómeno o un grupo de números. Se utiliza para indicar la presencia de una situación que no puede ser medida en forma directa. Este coeficiente se utiliza en ámbitos variados, como la demografía o la economía, donde se hace referencia a la tasa de interés.